# Trésauvaux
Trésauvaux ist eine französische Gemeinde mit 70 Einwohnern (Stand: 1. Januar 2022) im Département Meuse in der Region Grand Est (bis 2015: Lothringen). Sie gehört zum Arrondissement Verdun, zum Kanton Étain und zum Gemeindeverband Territoire de Fresnes-en-Woëvre.

## Geografie
Die Gemeinde Trésauvaux liegt in der Landschaft Woëvre im 1974 gegründeten Regionalen Naturpark Lothringen, 20 Kilometer südöstlich von Verdun. Umgeben wird Trésauvaux von den Nachbargemeinden Fresnes-en-Woëvre im Nordosten, Saulx-lès-Champlon im Osten, Combres-sous-les-Côtes im Süden, Les Éparges im Südwesten sowie Bonzée im Nordwesten.

## Bevölkerungsentwicklung
| Jahr                       | 1962 | 1968 | 1975 | 1982 | 1990 | 1999 | 2006 | 2012 | 2019 |
| Einwohner                  | 82   | 58   | 63   | 65   | 58   | 65   | 85   | 73   | 69   |
| Quellen: Cassini und INSEE |      |      |      |      |      |      |      |      |      |

## Sehenswürdigkeiten
- Kirche der Geburt der Heiligen Jungfrau (Église de la Nativité-de-la-Sainte-Vierge), erbaut im 19. Jahrhundert, im Ersten Weltkrieg zerstört und 1928 wieder aufgebaut
- Nécropole nationale de Trésauvaux, Soldatenfriedhof mit Einzelgräbern von 665 gefallenen französischen Soldaten des Ersten Weltkriegs

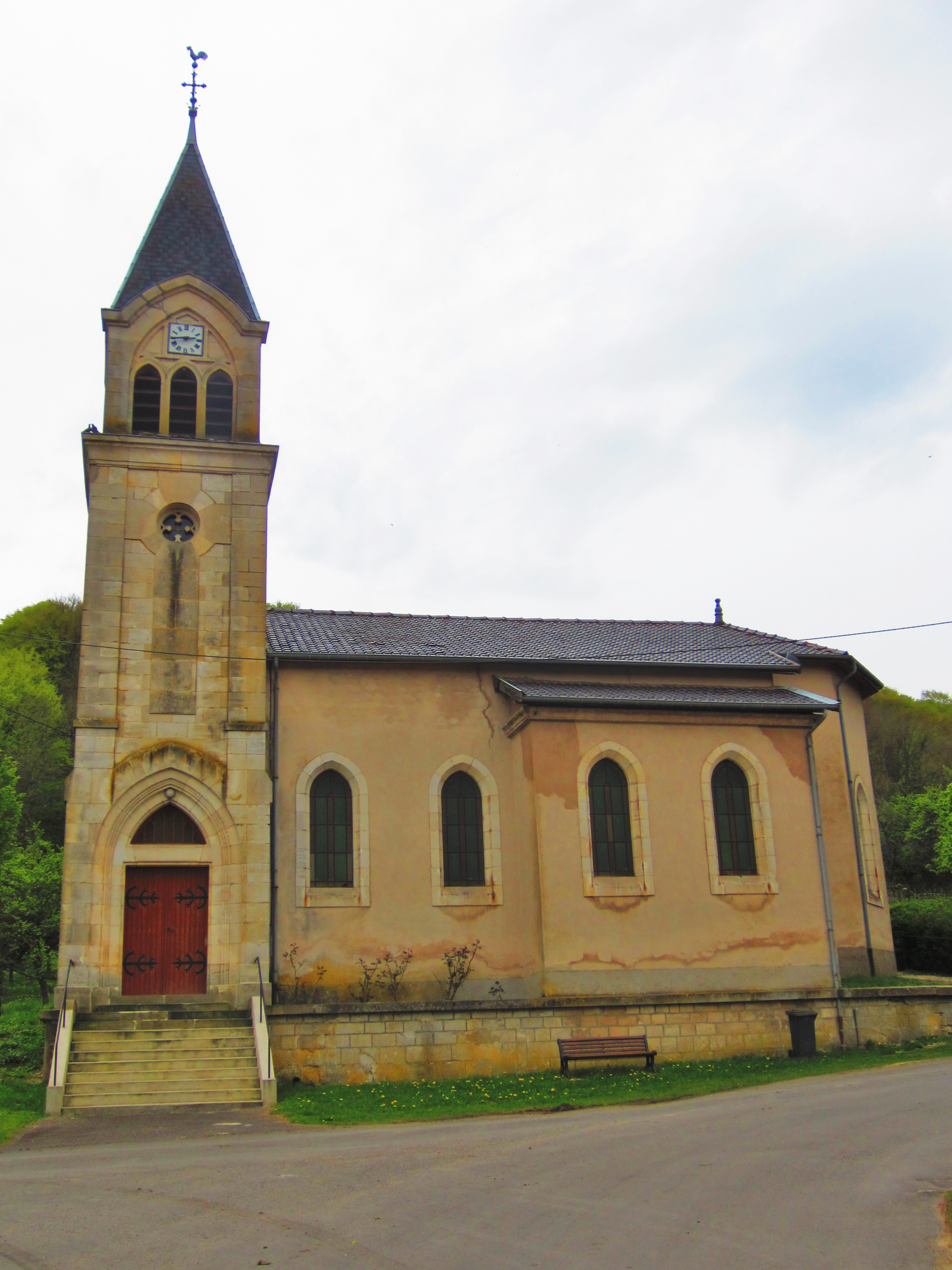
Kirche der Geburt der Heiligen Jungfrau
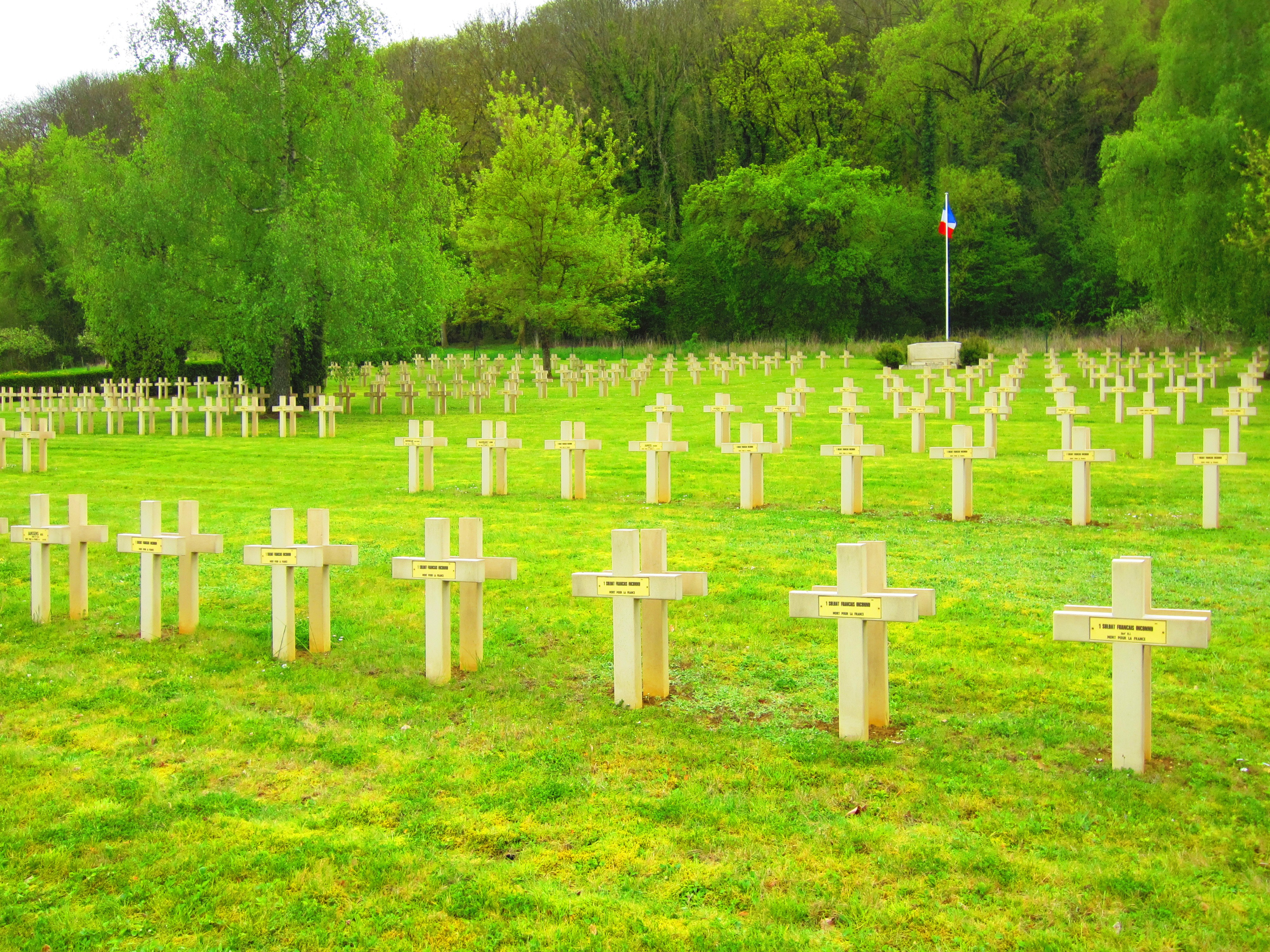
Französischer Soldatenfriedhof

## Persönlichkeiten
- Marcelle Sauvageot (1900–1934), französische Schriftstellerin, in Trésauvaux begraben